# Piero Fornara
Piero Fornara (Cameri, 31 maggio 1897 – Novara, 1º febbraio 1975) è stato un pediatra e politico italiano.
Ha partecipato attivamente alla vita politica del suo tempo schierandosi dalla parte degli antifascisti novaresi e sostenendo la causa partigiana.

## Biografia

### Origini familiari
Piero Fornara nacque a Cameri nel 1897; suo padre, Vittorio Fornara, di convinzioni democratiche radicali era primario di medicina all'Ospedale Maggiore della Carità di Novara ed era stato consigliere provinciale nel gruppo cavallottiani. Durante la prima guerra mondiale fu un acceso neutralista. Terminati gli studi classici nel 1914 si iscrisse alla facoltà di Medicina e Chirurgia all'Università di Torino dove si laureò a pieni voti nel luglio 1920 e ottenne una borsa di studio per specializzarsi in pediatria a Vienna e a Parigi.

### Attività lavorativa
Aprì nel 1924 l'ambulatorio pediatrico; nel 1929 Fornara vinse il concorso per il primariato di pediatria all'Ospedale Maggiore della Carità a Novara e, pure avendo vinto la cattedra di pediatria all'Università di Pisa, non vi poté accedere per il suo rifiuto di iscriversi al Partito Fascista. Poco dopo venne eletto vice presidente dell'Associazione Mondiale dei pediatri.

### Impegno politico
Da sempre antifascista, nei giorni successivi al 25 luglio 1943 suggerì al prefetto di Novara, Ballero, il radicale rinnovamento dell’apparato amministrativo provinciale; dopo l'8 settembre 1943, con la nascita dei primi gruppi di resistenza, le prime squadre d'azione partigiana (SAP), Fornara è tra i primi a prendere contatto con i più noti antifascisti novaresi e a facilitarne i collegamenti. Nel corso della lotta di liberazione, pur non essendo membro del C.L.N. provinciale, si iscrisse al Partito Socialista, anche se mai vi entrò formalmente, limitandosi ad assistere come "auditore" alle riunioni. Ne divenne tuttavia il leader carismatico e l'elemento di spicco riconosciuto dalle rinate forze politiche democratiche.

#### L'appoggio alla lotta partigiana
Nella sua casa di corso Cavour 15 e nei locali dell'ambulatorio di pediatria si tennero riunioni di esponenti antifascisti, si raccolsero fondi, armi, munizioni e vestiario per le formazioni partigiane e si mantennero i collegamenti coi C.L.N. di Milano, Torino e della provincia; sia l'abitazione sia l'ambulatorio furono punti di riferimento dei collaboratori e delle staffette. Lo stesso professor Fornara creò dall'inizio, una notevole rete che permise di inviare due volte a settimana rapporti ai Consoli americano e inglese a Lugano. Prese l'impegno con il Viceconsole Donald Pryce Jones di fornire notizie soltanto sul comune nemico tedesco.
Il professor Fornara ebbe costanti contatti sia con il comitato Militare Regionale Piemontese che aveva sede a Torino, quanto con il comitato di Liberazione Alta Italia con sede a Milano; continuo fu il contatto con i Comandi delle Formazioni partigiane che operavano in provincia di Novara e in Valsesia, e proprio con i comandi delle Formazioni ebbe riunioni in località diverse che raggiungeva percorrendo parecchie decine di chilometri in bicicletta. Fece da tramite fra il C.L.N. e il C.V.L. prendendo parte a decisioni strategiche quali il piano di difesa delle centrali elettriche, d'intesa con i dirigenti dell'Edison, l’organizzazione dei gap cittadini e la liberazione dell'Ossola.
Nell'ottobre del 1944 era sceso dal Mottarone “Taras” con le sue formazioni, che si erano aggiunte a quelle di “Andrej” e il 24 ottobre 1944 si scontrarono contro la squadraccia comandata da Vincenzo Martino a Castelletto di Momo. I fascisti persero sei uomini e Martino, ferito, tornò a Novara dove fece uccidere tre partigiani in Piazza Martiri e quattro in piazza Cavour. Erano i giorni dei massacri di largo Cavour e piazza Martiri.

#### L'arresto e la liberazione
Il 27 ottobre 1944 fu arrestato con il primario di pediatria, il dottor Aldo Schiavini, due suore, l'infermiera dell'ambulatorio e la portinaia dell'Ospedale a seguito della delazione di una staffetta torturata; Fornara fu interrogato, insultato, malmenato e minacciato di morte dal “boia” Martino, capo della squadraccia. Si salvò con uno stratagemma ma per mesi la sua abitazione e l'ospedale furono piantonati dai militi fascisti.
Il 24 aprile, in piena insurrezione, armò la prima squadra per la liberazione di Novara. Fu tra i protagonisti, insieme all'Amministratore apostolico monsignor Leone Ossola, delle trattative di resa delle truppe tedesche fasciste, che, in un primo tempo, rifiutavano di firmare la resa nelle mani del C.L.N., preferendo consegnarsi agli angloamericani. Diede in tal modo un contributo essenziale al fine di evitare alla città un bagno di sangue. Il 26 aprile, nominato Prefetto del C.L.N. provinciale, già designato dal C.L.N. Alta Italia fin dal periodo clandestino, pronunciò dal balcone di Palazzo Natta alle 16:30 uno dei primi discorsi liberi al popolo novarese, mentre i partigiani alle 18 entravano in città. Nella mattina del 27 aprile le formazioni tedesche già esistenti sul fronte occidentale, forti di numerosi carri armati si ritirarono sparando, uccidendo e distruggendo quanto trovavano sui loro passi.

#### L'ultimo oltraggio alla città di Novara
Il pomeriggio del 28 due autoblinde tedesche partirono da casa Rondo e sparando percorsero corso Cavour e corso Piemonte: quando arrivarono nei pressi della caserma Cavalli i veicoli tedeschi che, contrariamente agli accordi di resa, non erano all’interno della caserma, ma all’esterno, contravvenendo ai patti reciprocamente firmati, circolarono per la città sparando ai cittadini, ma arrivate al cavalcavia della strada per Arona furono arrestate dalle formazioni partigiane. Il 28 aprile alle ore 12 Fornara, a causa della resistenza del Comando tedesco, ordinò agli aerei alleati un mitragliamento dell'Ortskommandantur; alle ore 18 arrivò in prefettura la Missione Britannica Cherokee rappresentata dal maggiore Robert Readhead e dal capitano Mentworthterry, venne dunque tenuta la prima riunione in Prefettura alla presenza del C.L.N., del sindaco, del comandante piazza e degli ufficiali Inglesi.
Fornara resse la carica di Prefetto fino alla fine del febbraio 1946 mantenendo con le autorità alleate, in particolare col comandante americano colonnello Poletti, rapporti anche burrascosi, poiché rivendicava il diritto di autogoverno locale.
Quando il governo de Gasperi prese la discussa decisione di sostituire i prefetti politici con elementi di carriera e giunse a Novara l’ex prefetto repubblicano di Vercelli, Enrico Avalle, Fornara, come molti uomini della resistenza, fu profondamente amareggiato. L’improcrastinabile normalizzazione postbellica assumeva in quelle forme il sapore di una restaurazione.
Nel giugno 1946 fu eletto, quale candidato del PSIUP, all'Assemblea Costituente. In seno all'Assemblea Fornara partecipò ai lavori della prima Commissione permanente, presieduta dall'onorevole Giovanni Gronchi. Questa, in assenza di funzione legislativa da parte dell'Assemblea, esercitava una funzione di esame e controllo dei decreti emanati dalla Presidenza del Consiglio, dai ministri degli Interni, Esteri, di Grazia e Giustizia, della Pubblica Istruzione, della Difesa e dell'Alto Commissariato per l'Igiene e per la Sanità. Si fece inoltre promotore di un Gruppo Medico che predisponesse i piani per lo studio delle riforme sanitaria, assistenziale, mutualistica e ospedaliera, al fine di migliorare l'attività e le condizioni dei medici unitamente a quelle dell'assistenza e cura dei malati.

#### Il ritiro dalla scena politica
Dopo 18 mesi, alla promulgazione della Costituzione repubblicana, cessò il suo mandato e, insieme, l'impegno politico diretto, salvo la candidatura, alle elezioni del 18 aprile 1948, nelle liste del Fronte Popolare, nel collegio senatoriale del Verbano-Cusio-Ossola, dove non fu eletto. Mantenne incarichi minori nel partito socialista manifestando pubblicamente il suo socialismo umanitario, unito al credo cristiano non clericale, ma preferì tornare a tempo pieno alla professione di medico dei bambini.

### Riconoscimenti
La città di Domodossola lo fregiò della Medaglia d’Oro al merito partigiano e nel trentennale dell'insurrezione di Villadossola, la città gli concesse la cittadinanza onoraria.
Alla fine degli anni Sessanta presiedette il Consiglio federativo della Resistenza e, dal 29 settembre 1968, il raggruppamento unitario della Resistenza novarese al cui notiziario “Resistenza unita” diede un prezioso contributo. Fu tra gli artefici e fondatori dell’Istituto storico della Resistenza novarese, sorto nel 1965 come Centro di documentazione storica della resistenza novarese per volontà sua e di compagni di lotta. L'istituto fu eretto in consorzio di enti locali, e, sempre nel 1968, egli fu acclamato primo presidente.
Il 1º giugno 1974 lasciò il lavoro ospedaliero dopo mezzo secolo che aveva proseguito come Primario emerito e consulente dei servizi ambulatoriali.
Morì il 1º febbraio 1975 all’età di 77 anni, nominando erede universale dei suoi beni l'Ospedale Maggiore di Novara. È sepolto nella tomba di famiglia a Cameri.
Al primo piano del Padiglione Lualdi, il 22 aprile 1978, fu scoperto un busto in sua memoria.
A Fornara sono state intitolate una via, una scuola media statale a Novara, la scuola elementare statale di Carpignano Sesia, l'asilo nido comunale di Cameri (suo paese natio) e l'Istituto storico della resistenza e della società contemporanea nel novarese e nel Verbano Cusio Ossola "Piero Fornara" (Istituto storico Piero Fornara).